# McLaren MCL33
McLaren MCL34 je bolid britanske momčadi McLaren F1 Team u Formuli 1.

## Dizajn bolida

### Motor
- Naziv: Renault Sport R.E.18
- Prizvođač: Renault Sport
- Težina: 145 kilograma
- Zapremnina: 1,6 litara
- Broj cilindara: 6
- Broj ventila: 24
- V kut: 90°
- Maksimalni broj obrtaja u minuti: 15.000
- Maksimalni protok goriva: 100kg/h
- Elementi motora: Motor s unutarnjim izgaranjem, turbopunjač, MGU-K, MGU-H, spremnik energije i kontrolna jedinica.

### Mjenjač i gume
Momčad je koristila Enkei 13 felge i Pirellijeve gume (Pirelli P Zero - Pirelli Cinturato), te vlastito izrađeni McLaren poluautomatski mjenjač s 8 brzina i jednom brzinom unatrag.

## Sezona 2018.

### Rezultati
| Vozač             | Grid / Utrka | AUS | BAH | KIN | AZE | ŠPA | MON | KAN | FRA | AUT | VBR | NJE | MAĐ | BEL | ITA | SIN | RUS | JAP | SAD | MEK | BRA | ABU |
| ----------------- | ------------ | --- | --- | --- | --- | --- | --- | --- | --- | --- | --- | --- | --- | --- | --- | --- | --- | --- | --- | --- | --- | --- |
| Fernando Alonso   | Startni grid | 10. | 13. | 13. | 12. |     |     |     |     |     |     |     |     |     |     |     |     |     |     |     |     |     |
| Fernando Alonso   | Utrka        | 5.  | 7.  | 7.  | 7.  |     |     |     |     |     |     |     |     |     |     |     |     |     |     |     |     |     |
| Stoffel Vandoorne | Startni grid | 11. | 14. | 14. | 16. |     |     |     |     |     |     |     |     |     |     |     |     |     |     |     |     |     |
| Stoffel Vandoorne | Utrka        | 9.  | 8.  | 13. | 9.  |     |     |     |     |     |     |     |     |     |     |     |     |     |     |     |     |     |

### Plasman
| Poz. | Vozač             | Bodovi |
| ---- | ----------------- | ------ |
| 6.   | Fernando Alonso   | 28     |
| 14.  | Stoffel Vandoorne | 8      |
| Poz. | Konstruktor       | Bodovi |
| 4.   | McLaren-Renault   | 36     |